# En el baño al aeropuerto
En el baño al aeropuerto è un singolo del cantautore italiano Tiziano Ferro, pubblicato esclusivamente per il mercato spagnolo il 31 marzo 2005 come quinto estratto dal secondo album in studio 111.

## Tracce
1. En el baño al aeropuerto – 2:49 (Tiziano Ferro)